# Franz Wimpffen
NJ. E. Franz Emil Lorenz Heeremann Graf von Wimpffen (Prag, Češka, 2. travnja 1797. – Gorica, 26. studenoga 1870.), austrijski cesarski mornarički časnik i viceadmiral, general, vitez Suverenoga malteškog vojnog reda.

## Više informacija
- Austrougarska ratna mornarica

| vojne službe                   | vojne službe                                                                            | vojne službe                                            |
| ------------------------------ | --------------------------------------------------------------------------------------- | ------------------------------------------------------- |
| prethodnik Hans Birch Dahlerup | vrhovni zapovjednik Austrijske ratne mornarice (provizorni) kolovoz 1851. - rujan 1854. | nasljednik nadvojvoda Ferdinand Maksimilijan Austrijski |